# Квинт Петиллий Цериал
Квинт Пети́лий Цериа́л Це́зий Руф (лат. Quintus Petilius Cerialis Caesius Rufus; родился около 31 года — умер после 83 года) — римский военачальник и политический деятель из плебейского рода Петилиев, в ранге легата-пропретора в 71—74 годах управлявший недавно образованной провинцией Британия. Совместно с императором Веспасианом в 74 году стал консул-суффектом, сменив на этом посту сына императора, воевавшего в Иудее. Позднее, уже Домицианом, назначен ординарным консулом.

## Семья
О личной жизни Квинта Петиллия Цериала известно немногое. По его полному имени можно судить, что он родился в семье Цезиев Руфов, но по какой-то неизвестной причине был усыновлён в род Петиллиев. В молодости он женился на Флавии Домицилле Младшей, дочери будущего императора Веспасиана. Также считают, что его родным старшим братом был некто Цезий Назика, также служивший легатом в Британии.

## Военно-политическая карьера
С 57 года Петиллий Цериал служит легатом IX Испанского легиона, стоящего в Римской Британии, под общим командованием правителя провинции Гая Светония Паулина.
В 61 году по приказу прокуратора Британии Ката Дециана, Петиллий Цериал с одним легионом, поскольку Гай Светоний Паулин задействовал остальной гарнизон Британии в кампании на острове Англси, выступил против сил восставшей королевы иценов Боудикки.
До этого восставшие захватили город Камулодун (современный Колчестер). Цериал попытался отбить город, однако потерпел сокрушительное поражение и вынужден был с остатками своего легиона укрыться в Галлии.
После этих событий ничего не известно про Цериала до гражданской войны 69 года. Во время начала смуты Цериал находился в Риме. Цериал, после захвата власти Вителлием и выступления против него Веспасиана, был взят в заложники, как родственник последнего. Однако ему удается покинуть Рим и присоединиться к Веспасиану, который назначает его командующим своей кавалерией. Вместе с войсками Веспасиана Цериал победоносно входит в Рим.
Сразу после утверждения у власти Веспасиан отправляет Цериала командовать несколькими легионами для подавления восстания батавов под руководством Юлия Цивилиса. Кампания окончилась победой римлян, однако в ходе её восставшие уничтожили два римских легиона, осадив их в Ксантене.
Сразу после подавления восстания Цериал вновь отправляется в Британию, в ранге правителя провинции. С собой он привёз на остров II Вспомогательный легион (Legio II Adiutrix), который позже, под командованием Агриколы, будет сражаться против бригантов.
В 74 году Цериал покидает Британию и в качестве консула-суффекта, заменяя штурмующего Массаду Тита, прибывает в Рим.
В 83 году Цериал становится младшим консулом совместно с императором Домицианом.
Дальнейшая его судьба неизвестна.

У Тацита он описывается как 
...смелый солдат, но не осторожный военачальник, который предпочитает ставить всё на последствия одного единственного сражения. Он обладал природным даром красноречия, с помощью которого настраивал на битву своих солдат. Его преданность тем, кому он служил, была непоколебима.

## Примечание
1. ↑  William Smith, Ed. Catus Decia'nus. A Dictionary of Greek and Roman biography and mythology. William Smith, Ed. Дата обращения: 1 ноября 2019. Архивировано 9 декабря 2019 года.